# Taruda apicella
Taruda apicella är en fjärilsart som beskrevs av Walker 1864. Taruda apicella ingår i släktet Taruda och familjen praktmalar, Oecophoridae. Inga underarter finns listade i Catalogue of Life.